# Butha-Buthe (cidade)
Butha-Buthe é a capital do distrito de Butha-Buthe, localizado em Lesoto. Sua população no censo de 1996 era de 12.611 habitantes.